# Guojing

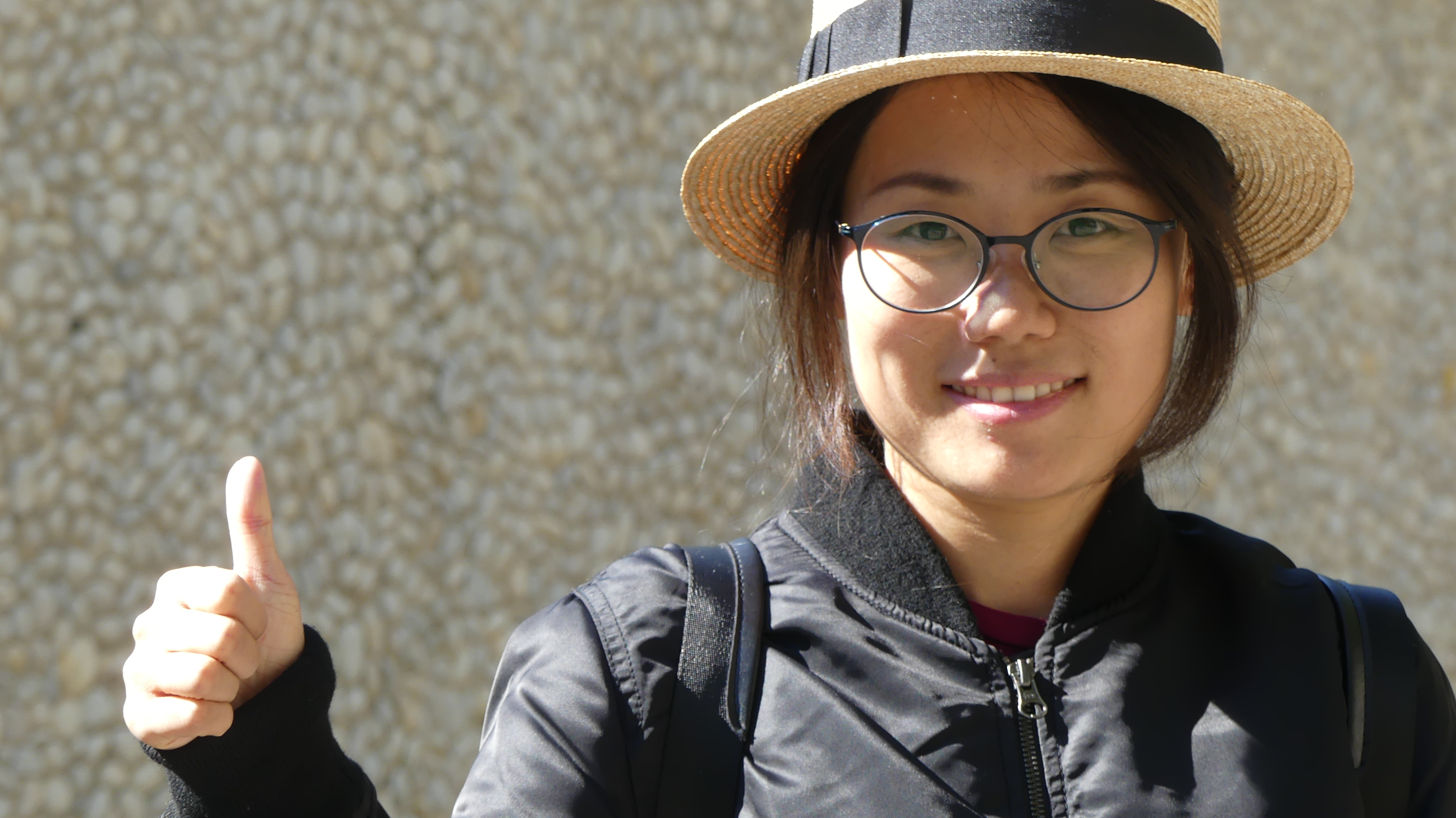
Guojing (2016 beim Kinder- und Jugendprogramm des Internationalen Literaturfestivals Berlin)

Guojing (chinesisch 郭婧, Pinyin Guōjìng; geboren 23. Januar 1983 in der Volksrepublik China) ist eine chinesische Illustratorin. Sie wuchs in der Provinz Shanxi im Norden Chinas auf. Internationale Bekanntheit erlangte sie durch ihr Bilderbuch The Only Child, das unter anderem von der New York Times als Best Illustrated Children’s Books of 2015 ausgezeichnet und für den Eisner Award in der Kategorie Best Publication for Young Readers (2016) nominiert wurde. Im Feuilleton wurde das Buch unter anderem als »dreamy, wordless debut« (The New York Times) und als »haunting debut« (Publishers Weekly) bezeichnet. Guojing lebt in Singapur.

## Leben
Nachdem Guojing ihr Studium an der Tianjin Academy of Fine Arts, als Bachelor of Fine Arts abgeschlossen hatte, arbeitete sie in der Spiel- und Animationsindustrie. Heute ist sie eine professionelle Illustratorin. In ihrer Freizeit malt sie Ölgemälde. Ihr richtiger Name ist Jing Guo, ihr Künstlername Guojing.
2016 war sie Jurymitglied der Auszeichnung Das außergewöhnliche Buch des Kinder- und Jugendprogramms des Internationalen Literaturfestivals Berlin.

## Literarisches Werk
Guojings erstes und bislang einziges Bilderbuch bzw. Comic Allein wurde am 1. Dezember 2015 bei dem amerikanischen Verlag Schwartz & Wade in englischer Sprache veröffentlicht und umfasst 112 Seiten. Die deutsche Sprachausgabe erschien am 31. Juli 2016. Das Buch ist in Großbritannien, den USA und in China publiziert worden.
In „Allein“ wird wortlos die Geschichte von einem jungen, chinesischen Mädchen erzählt, das viel Zeit alleine verbringt, da ihre Eltern arbeiten sind und sie auf Grund der Ein-Kind-Politik keine Geschwister hat. Als sie eines Tages wieder einmal alleine unterwegs ist, verläuft sie sich. Im Wald trifft sie einen magischen Hirsch und viele andere Geschöpfe.
The Only Child gewann unter anderem Auszeichnungen als The New York Times Best Illustrated Children’s Books of 2015 und Publishers Weekly Best Top Ten Children’s Books of 2015.
The Only Child erhielt ein insgesamt positives Presseecho.
So schrieb das Wall Street Journal: »With stunning monochrome drawings that eventually soar into the clouds, the illustrator Guojing evokes her own childhood in a wordless story that moves from ugly industrial surroundings to the consolations of imagination and parental love.« (Meghan Cox Gurdon, The Wall Street Journal, 11. Dezember 2015). Die Washington Post lobte: »Guojing’s single palette in graphite black and gray suggests an old photograph come to life, while the story seems to come from a dream country reminiscent of Raymond Briggs’s beloved book “The Snowman”.« (Kathie Meizner, The Washington Post, 18. November 2015). Auch die Kirkus Review schloss sich diesem Urteil an: »Rare is the book containing great emotional depth that truly resonates across a span of ages: this is one such. « (Kirkus Review, 26. August 2015)

## Bibliographie
- The Only Child. Schwartz & Wade, New York 2015. ISBN 978-0-553-49705-2.
  - Allein. Verlagshaus Jacoby & Stuart, Berlin 2016. ISBN 978-3-946593-02-7.
- Stormy. Schwartz & Wade, New York 2019. ISBN 978-1-5247-7176-8.
  - Teddy. Von Hacht Verlag GmbH, Hamburg 2021. ISBN 978-3-96826-010-5.
- The Flamingo. Random House Studio, New York 2022 ISBN 978-0-5931-2733-9.

## Nominierungen und Auszeichnungen
Für ihr Buch Allein  erhielt Guojing folgende Auszeichnungen:
| 2015 | The New York Times Best Illustrated Children’s Books of 2015 |
| 2015 | Publishers Weekly Best Top Ten Children’s Books of 2015      |

## Öffentliche Auftritte
- September 2016: Kinder- und Jugendprogramm des 16. Internationalen Literaturfestivals Berlin